# Hedwig Röckelein

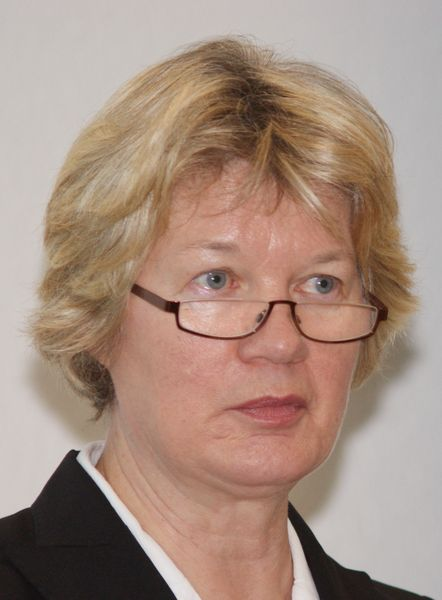
Hedwig Röckelein, aufgenommen von Werner Maleczek im Jahr 2017 auf einer Tagung des Konstanzer Arbeitskreises für mittelalterliche Geschichte.

Hedwig Röckelein (* 13. Juli 1956 in Burgebrach) ist eine deutsche Historikerin. Von 1999 bis zu ihrer Emeritierung 2022 lehrte sie als Professorin für Mittlere und Neuere Geschichte an der Georg-August-Universität Göttingen.

## Leben und Wirken
Hedwig Röckelein studierte von 1975 bis 1981 Germanistik, Geschichte, Politik sowie ur- und frühgeschichtliche Archäologie an den Universitäten Würzburg und Freiburg im Breisgau. Mit einer Arbeit über Das Schwert als Zeichen von Macht und Herrschaft in Text-, Bild- und Sachzeugnissen der Karolingerzeit folgte 1981 der Magister an der Philosophischen Fakultät Freiburg. Im Jahre 1985 wurde sie bei Hagen Keller an der Universität Freiburg mit einer Dissertation über hochmittelalterliche lateinische Visionstexte promoviert. Die Arbeit erschien 1987 unter dem Titel Otloh, Gottschalk, Tnugdal – Individuelle und kollektive Visionsmuster des Hochmittelalters.
Von 1985 bis 1989 erstellte sie im Rahmen des DFG-Programms „Erfassung der Handschriftenbestände in der Bundesrepublik Deutschland“ einen Katalog der lateinischen Handschriften an der Universitätsbibliothek Tübingen, der 1991 und 2001 in zwei Bänden erschien. Von 1990 bis 1998 war sie Hochschulassistentin an der Universität Hamburg. Von 1995 bis 1997 hatte sie ein Habilitationsstipendium der DFG inne. In Hamburg habilitierte sie sich mit der Arbeit Reliquientranslationen nach Sachsen im 9. Jahrhundert. Über Kommunikation, Mobilität und Öffentlichkeit im Frühmittelalter, die 2002 in der Reihe der „Beihefte der Francia“ am Deutschen Historischen Institut in Paris erschien. Von 1999 bis 2022 lehrte sie als Professorin für Mittlere und Neuere Geschichte an der Georg-August-Universität Göttingen. Dort übernahm sie 2007 die Leitung des Diplomatischen Apparates, einer seit dem Jahre 1802 bestehenden Lehrsammlung von Originalurkunden.
Zu ihren Forschungsschwerpunkten zählen die Frauen- und Geschlechtergeschichte des Mittelalters, Medien und Kommunikation im Mittelalter, die mittelalterliche Visionsliteratur sowie die religiöse Kultur des Mittelalters (Klöster und Stifte, Pilgerfahrten, Heiligen- und Reliquienkult). In ihrer Dissertation untersucht sie einige ausgewählte hochmittelalterliche Visionsberichte aus „kulturhistorischer, psychoanalytischer, überlieferungs - und mentalitätsgeschichtlicher Sicht“. Ihr geht es um die Frage, „ob das Auftreten visionärer Phänomene an ein bestimmtes religiös-rituelles System gebunden“ sei. Im ersten Hauptteil der Arbeit behandelt sie den Liber visionum Otlohs von St. Emmeram. Der zweite Teil behandelt die Jenseitsvisionen im Tractatus de Purgatorio Sancti Patricii, Tnugdalus, Gottschalk, Thurkill, Orm und Gunthelm. Sie legte 2015 eine knappe Darstellung über Schriftlandschaften, Bildungslandschaften und religiöse Landschaften des Mittelalters in Norddeutschland vor. Darin stellte sie fest, dass ungeachtet von Überlieferungs- und Forschungslücken es „in Norddeutschland das gesamte Mittelalter hindurch eine immens lebendige und vielfältige Schrift- und Bildungslandschaft gegeben haben muss, getragen durch religiöse und intellektuelle Kommunikation, kulturellen Austausch und persönliche Beziehungen. Schrift und Kultur lagen dabei weitestgehend in den Händen kirchlicher Institutionen und Personen“.
Röckelein initiierte 2005 eine Datenbank zu mittelalterlichen Frauenklöstern in Europa, die zwischen 400 und 1600 gegründet wurden, unter dem Titel „Female Monasticisms Database“ (FemMoData). In dem 2015 an der Georg-August-Universität Göttingen eingerichteten DFG-Sonderforschungsbereich 1136 „Bildung und Religion in Kulturen des Mittelmeerraums und seiner Umwelt von der Antike bis zum Mittelalter und zum Klassischen Islam“ leitete sie von 2015 bis 2020 das Teilprojekt A 04 zur Aneignung antiken Wissens aus dem Feld der Medizin und der Astronomie durch Christen.
Röckelein wurden aufgrund ihrer Forschungen einige Auszeichnungen und Mitgliedschaften verliehen. Im Jahr 1996 erhielt sie das Stipendium des Aby-Warburg-Preises der Freien und Hansestadt Hamburg. Sie war 1999 als Research Fellow am Internationalen Forschungszentrum Kulturwissenschaften in Wien nominiert. In den akademischen Jahren 2003/2004 war sie Gastprofessorin an der École des Hautes Études en Sciences Sociales in Paris. Im Juni 2008 und von Januar bis März 2009 war sie als Senior Research Fellow am Collegium Budapest. Sie ist Mitglied der Historischen Kommission für Niedersachsen und Bremen und stellvertretende Vorsitzende des wissenschaftlichen Beirats der Herzog August Bibliothek. 2008 wurde sie zum ordentlichen Mitglied der Akademie der Wissenschaften zu Göttingen gewählt. Seit 2008 führt sie den Vorsitz in der Leitungskommission des Langzeitvorhabens Germania Sacra bei der Göttinger Akademie der Wissenschaften. Das Projekt leistet einen wichtigen Beitrag zur Erforschung der deutschen Kirchengeschichte den Anfängen der deutschen Bistümer im 3./4. Jahrhundert bis zur Reformation im 16. Jahrhundert bzw. der Säkularisation zu Beginn des 19. Jahrhunderts. 2024 erhielt Röckelein den Eike-von-Repgow-Preis der Stadt Magdeburg.

## Schriften (Auswahl)
Monografien
- Medizin und Astronomie in der Karolingerzeit. Bibliotheken als Speicher antiken Wissens (= Studies in education and religion in ancient and pre-modern history in the Mediterranean and its environs. Bd. 18). Mohr Siebeck, Tübingen 2023, ISBN 978-3-16-161085-1.
- Schriftlandschaften, Bildungslandschaften und religiöse Landschaften des Mittelalters in Norddeutschland (= Wolfenbütteler Hefte. Bd. 33). Harrassowitz, Wiesbaden 2015, ISBN 978-3-447-10393-0.
- Reliquientranslationen nach Sachsen im 9. Jahrhundert. Über Kommunikation, Mobilität und Öffentlichkeit im Frühmittelalter (= Francia. Beihefte der Francia. Bd. 48). Thorbecke, Stuttgart 2002, ISBN 3-7995-7442-5 (Zugleich: Hamburg, Universität, Habilitations-Schrift, 1997/1998),  Digitalisat (PDF; 19,28 MB).
- Otloh, Gottschalk, Tnugdal. Individuelle und kollektive Visionsmuster des Hochmittelalters (= Europäische Hochschulschriften. Reihe 3: Geschichte und ihre Hilfswissenschaften. Bd. 319). Lang, Frankfurt am Main u. a. 1987, ISBN 3-8204-9512-6 (Zugleich: Freiburg (Breisgau), Universität, Dissertation, 1985: Otloh, Mönch von S. Emmeram, Gottschalk, der Bauer aus Holstein, und Tnugdal, der irische Ritter.).

Herausgeberschaften
- mit Andreas Bihrer: Die „Episkopalisierung der Kirche“ im europäischen Vergleich / The „Episcopalization of the Church“ in European Comparison (= Studien zur Germania Sacra. Neue Folge 13). De Gruyter Akademie Forschung, Berlin/Boston 2022, ISBN 978-3-11-077689-8.
- mit Manfred Luchterhandt: Palatium Sacrum. Sakralität am Hof des Mittelalters. Orte, Dinge, Rituale. Schnell + Steiner, Regensburg 2021, ISBN 978-3-7954-3150-1
- mit Galit Noga-Banai und Lotem Pinchover: Devotional cross-roads. Practicing love of God in medieval Jerusalem, Gaul and Saxony. Göttingen University Press, Göttingen 2019, ISBN 978-3-86395-372-0.
- mit Dietmar Schiersner: Weltliche Herrschaft in geistlicher Hand. Die Germania Sacra im 17. und 18. Jahrhundert (= Studien zur Germania Sacra. Neue Folge. Bd. 6). De Gruyter, Berlin 2018, ISBN 978-3-11-055414-4.
- 100 Jahre Germania Sacra. Kirchengeschichte schreiben vom 16. bis zum 21. Jahrhundert (= Studien zur Germania Sacra. Neue Folge 8). De Gruyter Akademie Forschung, Berlin/Boston 2018, ISBN 978-3-11-061958-4.
- Der Gandersheimer Schatz im Vergleich. Zur Rekonstruktion und Präsentation von Kirchenschätzen (= Studien zum Frauenstift Gandersheim und seinen Eigenklöstern. Bd. 4). Unter Mitarbeit von Thorsten Henke und Maria Julia Hartgen. Schnell + Steiner, Regensburg 2013, ISBN 978-3-7954-2638-5.
- Frauenstifte, Frauenklöster und ihre Pfarreien (= Essener Forschungen zum Frauenstift. Bd. 7). Klartext-Verlag, Essen 2009, ISBN 978-3-8375-0278-7.
- mit Martin Hoernes: Gandersheim und Essen. Vergleichende Untersuchungen zu sächsischen Frauenstiften (= Essener Forschungen zum Frauenstift. Bd. 4). Klartext-Verlag, Essen 2006, ISBN 3-89861-510-3.
- Der Kult des Apostels Jakobus d. Ä. in norddeutschen Hansestädten (= Jakobus-Studien. Bd. 15). Narr, Tübingen 2005, ISBN 3-8233-6039-6.
- mit Bernd Carqué: Das Hochaltarretabel der St. Jacobi-Kirche in Göttingen (= Veröffentlichungen des Max-Planck-Instituts für Geschichte. Bd. 213). Vandenhoeck & Ruprecht, Göttingen 2005, ISBN 978-3-525-36284-6
- mit Hans-Werner Goetz: Frauen-Beziehungsgeflechte im Mittelalter (= Das Mittelalter. Bd. 1, H. 2, ISSN 0949-0345). Akademie-Verlag, Berlin 1996.
- mit Charlotte Schoell-Glass und Maria E. Müller: Jeanne d’Arc oder wie Geschichte eine Figur konstruiert (= Frauen – Kultur – Geschichte. Bd. 4). Herder, Freiburg (Breisgau) u. a. 1996, ISBN 3-451-23953-1.
- Biographie als Geschichte (= Forum Psychohistorie. Bd. 1). Diskord, Tübingen 1993, ISBN 3-89295-571-9.
- mit Claudia Opitz, Gabriela Signori, Guy P. Marchal: Maria in der Welt. Marienverehrung im Kontext der Sozialgeschichte, 10.–18. Jahrhundert (= Clio Lucernensis. Bd. 2). Chronos Verlag, Zürich 1993, ISBN 3-905311-12-7.
- mit Claudia Opitz, Dieter R. Bauer: Maria, Abbild oder Vorbild? Zur Sozialgeschichte mittelalterlicher Marienverehrung. Diskord, Tübingen 1990, ISBN 3-89295-539-5.